# سلول‌های انقلابی
سلول‌های انقلابی (به آلمانی: Revolutionäre Zellen یا به‌طور خلاصه RZ) یک سازمان انقلابی مارکسیست و چریک شهری بود که بین سالهای ۱۹۷۳ تا ۱۹۹۵ در آلمان غربی فعالیت می‌کرد. در اوایل دههٔ ۱۹۸۰ این سازمان توسط وزارت کشور آلمان غربی به عنوان یکی از خطرناک‌ترین گروه‌های تروریستی چپ آلمان غربی توصیف شده بود. به گفته دفتر دادستان فدرال آلمان، سلول‌های انقلابی مسئولیت ۱۸۶ عملیات را بر عهده گرفتند که از این تعداد ۴۰ مورد از آن در برلین غربی صورت گرفته بود.
سلول‌های انقلابی به دلیل یک مورد ربایش هواپیمای ایرفرانس در سال ۱۹۷۶ (با همکاری جبهه مردمی برای آزادی فلسطین) و هدایت آن به فرودگاه انتبه اوگاندا به شهرت فراوان رسید. دولت اوگاندا پس از این واقعه به اعضای شرکت کننده در این عملیات پناهندگی موقت داد اما چند روز بعد با یورش کماندوهای نیروهای دفاعی اسرائیل (IDF) در عملیات انتب، تمامی اعضای شرکت کننده کشته شدند و گروگان‌ها نیز نجات یافتند.

## تاریخچه

### عملیات‌ها
سلول‌های انقلابی در اوایل دهه ۱۹۷۰ از شبکه‌های گروه‌های شبه‌نظامی مستقل در آلمان غربی مانند جنبش اتونومن و سازمان فمینیستی روته زورا شکل گرفت و در پی ربودن هواپیمای ایرفرانس درسال ۱۹۷۶ به انتبه اوگاندا، برای عموم مردم شناخته شد. در طی عملیات نیروهای اسرائیلی برای نجات گروگان‌های اسرائیلی، دو نفر از اعضای کلیدی و بنیانگذار سلول‌های انقلابی، ویلفرد بوس (معروف به بونی) و بریژیت کوهلمان کشته شدند. یوهانس واینریش، دیگر بنیانگذار سلول‌های انقلابی که حاضر به شرکت کردن در این عملیات چریکی نشده بود گروه را ترک کرد تا در کنار ایلیچ رامیرز سانچز به فعالیت ادامه دهد.

پیش از هواپیماربایی ایرفرانس، اعضای سلول‌های انقلابی، در محل آی‌تی‌تی برلین، نورنبرگ و دادگاه قانون اساسی فدرال آلمان در کارلسروهه دست به بمب‌گذاری زده بودند. هانس یوآخیم کلاین، یکی از اعضای سلول‌های انقلابی در حمله دسامبر ۱۹۷۵ به کنفرانس اوپک در وین به همراه کارلوس شغال و گابریل کروچر تیدمن شرکت داشت.

در ژوئن ۱۹۸۱، سلول‌های انقلابی مقر فرماندهی سپاه پنجم ارتش آمریکا در فرانکفورت و باشگاه‌های افسری آنها در گلنهاوزن، بامبرگ و هانو را مورد هجوم و بمب‌گذاری قرار داده بودند. همچنین هنگامی ریگان رئیس‌جمهور آمریکا، در سال ۱۹۸۲ به آلمان سفر کرده بود، سلول‌های انقلابی مسئولیت بسیاری از انفجارهای تروریستی را اندکی قبل از رسیدن وی به عهده گرفته بودند. دادستان فدرال آلمان در اوایل دسامبر ۲۰۰۸ گفت که سلول‌های انقلابی مسئول حدود ۳۰ حمله در آن سال بودند.

### نابودی
پس از عملیات گروگان‌گیری انتبه و ربایش اسراییلی‌ها این گروه به یهودستیزی محکوم شده بود. حتی پس از این اتفاق یکی از اعضای تأثیرگذار سازمان، هاینس یوآخیم کلین با انتقاد از یهودستیزی نهفته در سازمان از این گروه استعفا داد و به زندگی مخفی و منزوی روی‌آورد. کلاین در مصاحبه با ژان مارسل بورژو گفته بود که:
دو مبارز سیاسی آلمانی که در عملیات انتبه شرکت کرده بودند حتی نسبت به ودیع حداد رهبر بازوی نظامی سازمان مردمی آزادی‌بخش فلسطین یهودستیز تر بودند، زیرا قصد داشتند سیمون ویزنتال مشهور به شکارچی نازی‌ها را ترور کنند. حتی کارلوس شغال با این عملیات مخالف بود زیرا معتقد بود که ویزنتال یک ضدنازی است.
کلاین همچنین بیان کرده بود که سلول‌های انقلابی قصد داشتند رئیس شورای مرکزی یهودیان در آلمان را نیز ترور کنند.

## ایدئولوژی
می‌توان باورهای اصلی سلول‌های انقلابی را ملغمه‌ای از ایدئولوژی‌های رادیکال، انقلابی و ضد امپریالیستی همچون مارکسیسم، فمینیسم، ضدصهیونیسم و ضدپدرسالاری دانست. این گروه اظهار می‌داشت که شرکت کنندگان آن باید اعضای مؤثری در جامعه باشند و نباید از اجتماع دور باشند یا به زندگی مخفی روی آورند.